# Bazita
Bazita egykor önálló község, 1969 óta Zalaegerszeg városrésze.

## Neve
Pais Dezső szerint a Bazita név a szláv „bogŭ”, azaz isten szóra vezethető vissza csakúgy, mint a Bozsok falunév.

## Fekvése
Zalaegerszegtől 5 kilométerre délnyugatra található. Egy dombon épült, keletről és nyugatról völgyek határolják. Főutcája a 7403-as út, amely a zalaegerszegi belváros délnyugati részén ágazik ki a Gellénháza-Petrikeresztúr-Nova felé vezető 7401-es útból, és bő hat kilométer után, a városrésztől délre ugyanabba torkollik vissza.

## Története

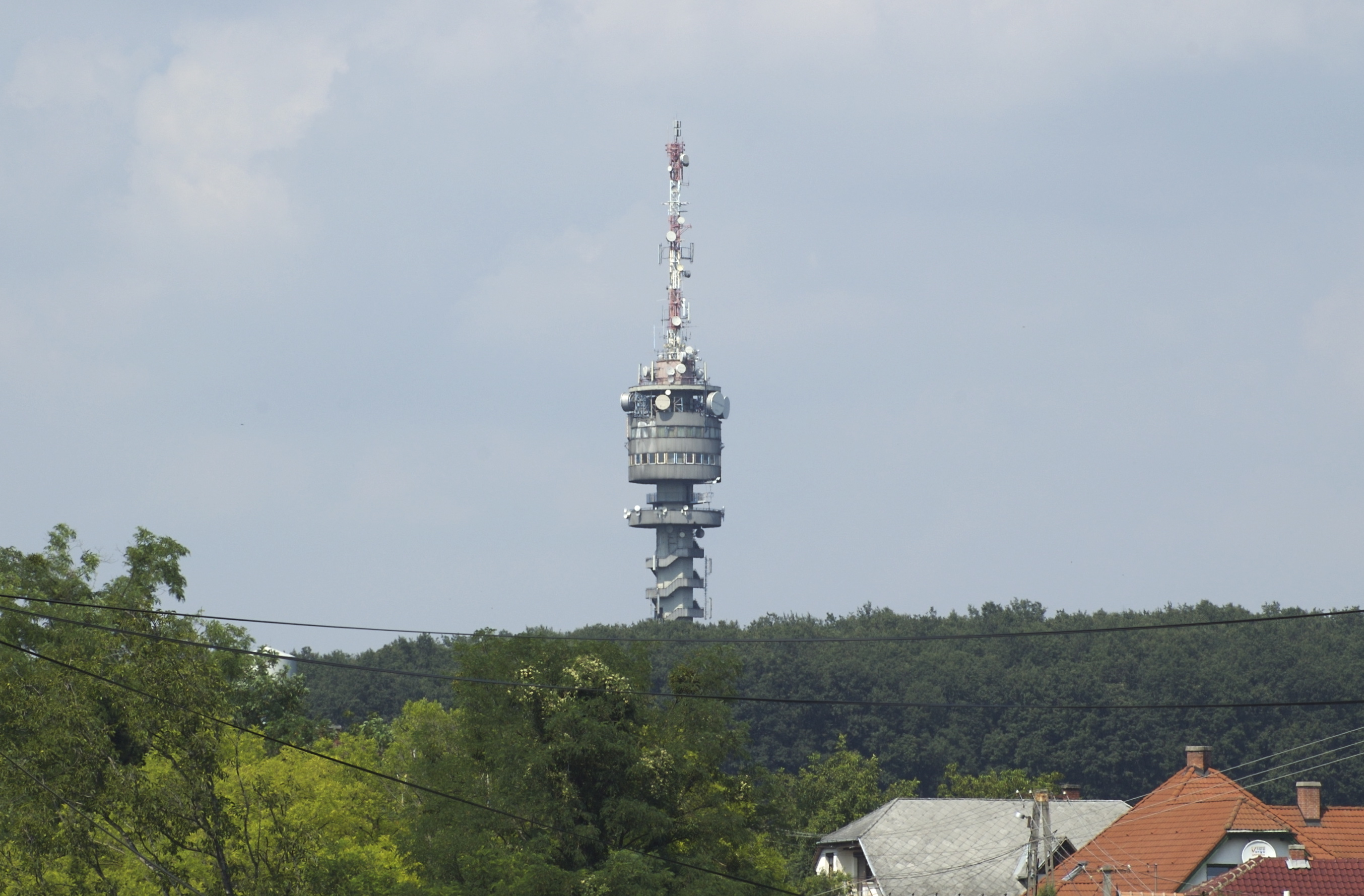
A Tv-torony

A mocsaras göcseji táj régóta lakott hely, Bazita-Szelefa körzetében ókori telepekre utaló jeleket találtak.
A mai városrész helyén eredetileg négy falu állt: Bazita, Csentericfa, Szelefa és Toposháza, melyek közül Bazita volt a legkisebb.
A falu nevét első ízben egy 1381-es irat említi Bazyta alakban, ekkor jelölték ki az Ebergény, Besenyő és Bazita közötti határt. Gyéren lakott puszta volt a 19. század második feléig. Lakói főként szőlő- és gyümölcstermesztéssel foglalkoztak. 
Vályi András szerint „BAZITA. Szala Vármegyében, birtokosai több Uraságok, lakosai magyarok, és katolikusok, fekszik Millei Egyházszegnek szomszédságában, mellynek filiája. Határja, ’s termésbéli vagyonnyai az említett helységhez hasonlítók, második Osztálybéli.”
Fényes Elek szerint „Bazita, puszta, Zala vgyében, 128 kath. lak. F. u. többen. Szőlőhegy. Ut. p. Egerszeg 3/4 óra.”
1890-ben készült el a Nagy Szent Teréz-templom.
A falutól északra, a mai tv-torony helye mellett 1935-től egy göcseji haranglábat formázó fatorony állt, melyet Bődy-kilátónak neveztek az Országos Magyar Weekend Egyesületben is tevékenykedő Bődy Zoltán népszerű alispán után. A kilátó mellett 1937-től szánkópálya üzemelt. A torony II. világháború alatt megfigyelő helyként működött, ám a harcok során tönkrement.
1969-ben Andráshida, Szenterzsébethegy, Ebergény és Ságod községekkel együtt Zalaegerszeghez csatolták. 1974-ben a bazitai Petőfi utcát Bazitai útra, a Kossuth utcát pedig Toposháza utcára nevezték át az egyértelműség kedvéért.
1970 és 1973 között épült fel az antennával együtt 100 m magas zalaegerszegi tv-torony, amelyben 53 méter magasságban körpanorámás kávézó és kilátóterasz működik.

## Közlekedés
A 30-as és a 30C jelű helyi autóbuszok érintik.

## Nevezetességek
- Pogácsafesztivál (2011 óta évente)

## Híres emberek
- Itt él Verebes István színész-rendező.

## Külső hivatkozások
- A tv-torony honlapja